# Коротка хронологія
Коро́тка хроноло́гія — одна з хронологій Давньої історії Близького Сходу (пізньої Бронзової та Ранньої Залізної діб). Прив'язана до наступних подій: правління Хаммурапі 1728—1686 рр. до н. е., захоплення та сплюндрування Вавилону хеттським царем Мурсілі І у 1531 р. до н. е.
Альтернативною популярною хронологією є середня.
Не слід плутати з короткою хронологією заселення Америки, псевдонауковою «короткою» («новою») хронологією академіка Фоменка та концепцією короткої хронології в культурно-історичній археології давньої Євразії.